# Valdemunitella porosa
Valdemunitella porosa is een mosdiertjessoort uit de familie van de Calloporidae. De wetenschappelijke naam van de soort is voor het eerst geldig gepubliceerd in 1980 door Mawatari & Mawatari.